# Pertusaria epitheciifera
Pertusaria epitheciifera är en lavart som beskrevs av Sipman. Pertusaria epitheciifera ingår i släktet Pertusaria och familjen Pertusariaceae.   Inga underarter finns listade i Catalogue of Life.